# Israel
«Israel» — пісня британського постпанк-гурту Siouxsie and the Banshees, яка вийшла у листопаді 1980 року як окремий сингл гурту. Пісня була написана Сьюзі С'ю і також іншими учасниками гурту. Сингл досягнув 41-го місця в UK Singles Chart, і також 73-го в US Dance Club Song.

## Чарти
| Чарт (1980)                               | Найвиза позиція |
| ----------------------------------------- | --------------- |
| Велика Британія (Official Charts Company) | 41              |
| Billboard US Hot Dance/Disco              | 73              |